# Automóvil blindado FAI
El FAI (acrónimo en ruso de Ford-A Izhorskiy) es un automóvil blindado soviético que reemplazó al automóvil blindado D-8, estando en servicio desde inicios de la década de 1930 hasta inicios de la década de 1940. 
El automóvil blindado se fabricó utilizando el chasis de un automóvil de pasajeros GAZ-A una copia bajo licencia del Ford-A (FAI) o, después de la modernización, el chasis de un GAZ-M1 (FAI-M). Se fabricaron un total de 697 automóviles blindados FAI, lo que convierte a estos vehículos blindados en los segundos más numerosos del Ejército Rojo en el período anterior a la guerra (después del BA-20). Producido en la planta DRO en la ciudad de Viksa. 

## Descripción
El FAI fue construido sobre el chasis del automóvil GAZ-A, una copia bajo licencia del Ford A. Este chasis fue la principal debilidad del FAI. La mayoría de los chasis de automóviles civiles no son lo suficientemente resistentes para sostener y mover una cantidad útil de blindaje o armamento en el campo de batalla. Los alemanes sabían como resolver este problema, diseñando un chasis que desde su origen estaba destinado tanto para vehículos civiles como militares, siendo empleado con éxito en una serie de automóviles blindados de este período. Sin embargo, los automóviles blindados basados en chasis de automóviles civiles en su mayoría estaban limitados a transitar por carreteras, teniendo un blindaje delgado y un armamento escaso. El FAI era un típico ejemplo de esta clase de vehículos, estaba armado con una ametralladora DT de 7,62 mm en una torreta manual. El blindaje era suficiente para detener esquirlas y disparos de armas ligeras, pero no podía resistir disparos de cañón o de ametralladora pesada. También era muy vulnerable ante minas.
El FAI fue producido en cantidades relativamente pequeñas antes de ser reemplazado por el muy parecido BA-20. Los primeros BA-20 tenían la misma torreta con lados verticales del FAI. 
El FAI y el BA-20 tenían algunas características avanzadas. Sus carrocerías estaban construidas mediante soldadura, en una época cuando muy pocos vehículos de combate de infantería tenían carrocerías soldadas. También tenían llantas llenas de corcho, que les permitían continuar moviéndose incluso si estas eran perforadas. 
Con frecuencia se confunde al FAI con el BA-20. La principal característica de identificación del FAI son las dos escotillas hemisféricas de los puestos del conductor y del copiloto. En cambio, el techo del BA-20 es plano en esta zona. 

## Historial de combate
En total, 697 automóviles blindados FAI y FAI-M se construyeron durante la producción en serie, lo que los convirtió en el segundo vehículo blindado de ametralladora más numeroso (después del BA-20) del Ejército Rojo en el período anterior a la guerra. Participaron en casi todas las operaciones bélicas desde 1934 hasta 1943. 
En 1934, se entregaron 22 automóviles a Mongolia y en 1936 otros 15 automóviles. Un FAI se perdió el 31 de marzo de 1936 en una batalla con los japoneses-manchúes en la frontera durante un incidente fronterizo. En julio de 1941, se incluyó 1 vehículo en la 5ª, y 11 vehículos en cada una de las 7ª y 8ª divisiones de caballería y 13 vehículos en la brigada blindada.
Los automóviles blindados FAI, fueron por primera vez empleados en combate en la Guerra civil española, las primeras 10 unidades llegaron a territorio controlado por la Segunda República Española en octubre del 36 en el buque soviético "Lenin", uno de ellos equipado con una radio. Participaron en la batalla de Málaga, donde demostraron ser muy débiles. El resto (otros 10) llegaron al norte a primeros de noviembre en el "Lenin".
Posteriormente, los automóviles blindados FAI junto con los BA-6 vieron intensos combates contra las tropas japonesas en la Batalla de Jaljin Gol, en 1939 (donde se perdieron 14 unidades), también fueron utilizados en combate contra los finlandeses durante la Guerra de Invierno (donde se perdieron 2 unidades) y finalmente fueron empleados durante los primeros combates en el Frente del Este durante la Segunda Guerra Mundial.
Los alemanes utilizaron algunos vehículos capturados de este tipo en tareas de policía y seguridad, al menos uno de los cuales fue tomado por las fuerzas polacas durante el levantamiento de Varsovia en el verano de 1944. Al final del invierno de 1941 los pocos automóvililes blindado FAI que no habían sido destruidos fueron retirados de primera línea de combate.

## Variantes

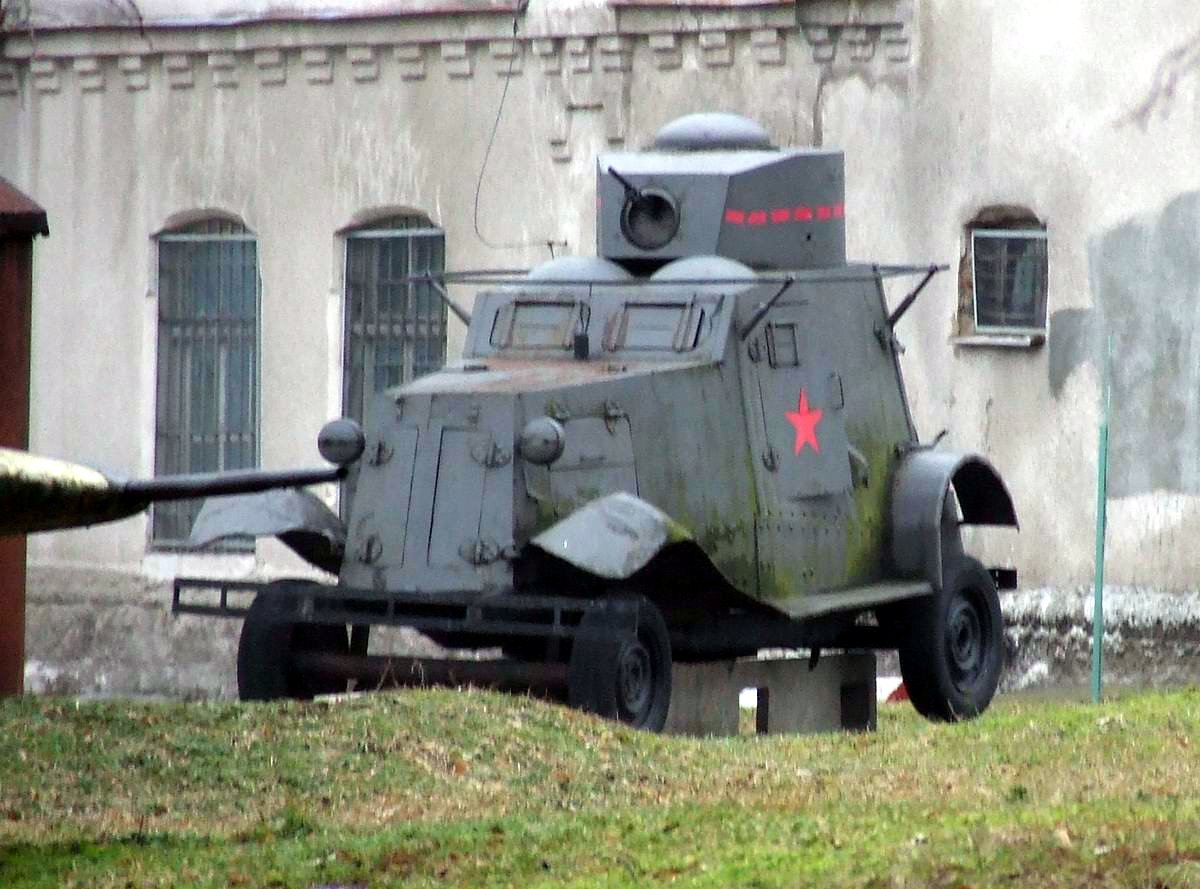
Automóvil blindado FAI, almacenado en el cuartel de la Guardia de Frontera de Białystok, Polonia.

- FAI (ФАИ, «Форд-А, Ижорский»). El FAI fue construido sobre el chasis del GAZ-A, una copia bajo licencia del Ford A con un tanque de gasolina con capacidad para 40 litros.[1]
- FAI-M (ФАИ-М, «ФАИ-Модернизированный») - segunda variante, construida desde 1934. El FAI-M fue construido sobre el chasis del camión GAZ-M1, con un tanque de gasolina con capacidad para 60 litros.[1]
- FAI-zd (ФАИ-жд, «ФАИ-железнодорожный») - variante de 1936 (solo se produjeron nueve unidades).[1]
- GAZ-TK (ГАЗ-ТК, «ГАЗ-Трёхосный, Курчевского») - Este automóvil blindado fue construido sobre el chasis del GAZ-AAA y estaba equipado con una radio 71-ТK. Solamente se construyó un prototipo entre 1934 y 1935.[1][5]

## Usuarios
- Unión Soviéticaː se construyeron aproximadamente 697 unidades en total[1]
- Alemania nazi - Los alemanes emplearon al menos un FAI-M capturado.[6]
- Segunda República Española - unos 20 vehículos[1][7][3]
- República Popular de Mongolia - unos 37 vehículos.[1]